# Charles d'Ydewalle

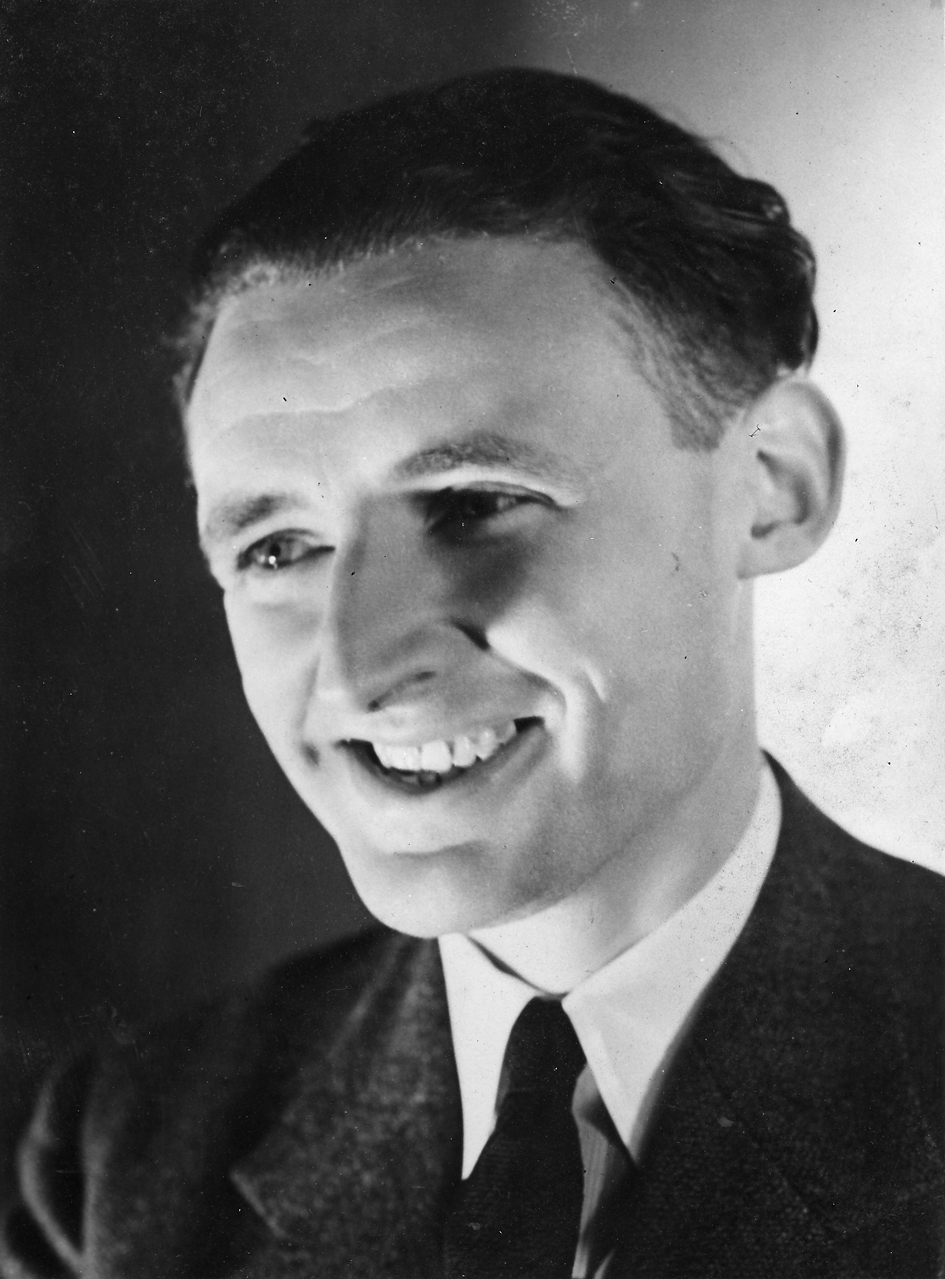
Charles d'Ydewalle in 1937

Charles d'Ydewalle (Gent, 29 november 1901 - Brugge, 26 februari 1985) was een Belgisch Franstalig schrijver en journalist.

## Gezin
Met zijn schrijversnaam heette hij Charles d'Ydewalle en zo werd hij praktisch uitsluitend genoemd. Zijn volledige naam luidde: ridder Charles Marie Joseph Paul André Corneille van Outryve d'Ydewalle. Hij was de oudste zoon van Emmanuel Charles van Outryve d'Ydewalle en de broer van onder meer Pierre van Outryve d'Ydewalle, gouverneur van West-Vlaanderen.
Hij trouwde in 1927 met Georgette Ryelandt (Oostende, 14 maart 1906 - Brugge, 30 mei 1980) en ze kregen vier zoons.

## Levensloop
D'Ydewalle promoveerde tot doctor in de rechten en licentiaat in geschiedenis.
Hij legde zich onmiddellijk op de journalistiek toe en werkte voor heel wat Belgische en Franse bladen. Hij was in de periode 1933-1940 vooral de politiek redacteur van La Nation Belge. Hij schreef scherpe artikels tegen Léon Degrelle en het rexisme. Aanvankelijk was hij een aanhanger van Degrelle, maar dit duurde slechts kort.
Bij het uitbreken van de Tweede Wereldoorlog was hij gemobiliseerd bij het Eerste regiment Gidsen. Hij werd tijdens de Achttiendaagse Veldtocht attaché bij het kabinet van de eerste minister (zijn broer Pierre was er kabinetschef) voor 'militaire inlichtingen en radio'. Hij volgde de regering tijdens de uittocht naar Frankrijk. Hij bleef in Frankrijk, eerst in Antibes, vervolgens in Parijs, en liet zijn gezin overkomen. Hij oefende het beroep van verzekeringsinspecteur uit (onder een valse identiteit) en trad toe tot het Franse Verzet, voor wie hij informatie inzamelde en meehielp Britse piloten te doen vluchten. In april 1941 keerde hij naar Gent terug, om er een verzetsgroep te organiseren voor het verzamelen van informatie. De meeste leden ervan rekruteerde hij onder zijn familieleden en naaste vrienden. Deze groep werd opgedoekt in december 1941 nadat de Parijse chef van het netwerk, André Postel-Vinay, door de Duitsers was opgepakt.
Charles d'Ydewalle vertrok over de Pyreneeën, samen met Engelse piloten, maar belandde in een Spaanse gevangenis waar hij acht maanden werd vastgehouden. Na zijn vrijlating kon hij naar Engeland vertrekken, waar hij op 21 september 1942 arriveerde. Hij werd tot oorlogscorrespondent benoemd bij de Deuxième Division Blindée onder generaal Leclerc, en nam met de Franse troepen deel aan de landing in Normandië en de bevrijding van Parijs. 
Na de oorlog hernam hij zijn journalistieke carrière, waarbij hij stilaan evolueerde tot verteller en kroniekschrijver. Hij publiceerde zijn herinneringen in verschillende boeken.

## Publicaties
- Midi Rouge, 1932
- Enfances en Flandres, 1934

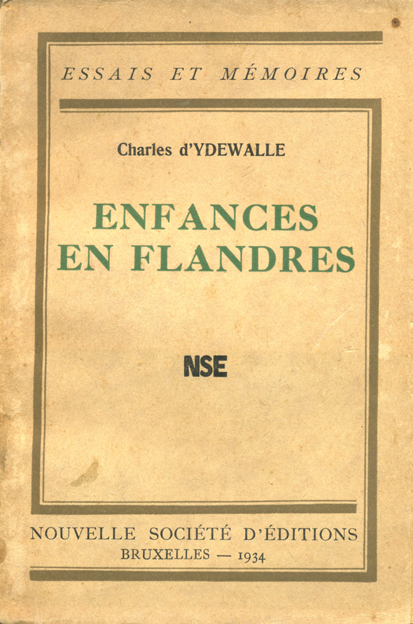
Enfances en Flandres, 1934

- Albert and the Belgians. Portrait of a king, 1935
- Vingt ans d'Europe, 1919-1939, 1939
- An interlude in Spain, 1944
- Ici Londres, 1945
- A Belgian manor in two wars, 1949
- Gent's Beeld En Ziel, 1952
- Le Congo, du fétiche à l'uranium, 1953
- L'Évangile sous les tropiques(, 1958
- L'Union minière du Haut Katanga; de l'âge colonial à l'indépendance, 1960
- Geôles et bagnes de Franco, 1964
- Elisabeth de Belgique, 1964
- Au Bon Marché, de la boutique au grand magasin, 1965
- Les Belges de mon Temps. D’Albert I à Leopold III, Oostende, Editions Erel, 1966
- Confessions d'un Flamand, 1967
- Degrelle ou la triple imposture, 1968
- Carlo Bronne, 1971
- Pierre Harmel à l'heure de l'Atlantique, 1971
- Guillaume II, 1972
- Une grande dame, la Societe generale de Belgique (samen met Gauthier Bosschaert de Bouwel), Brussel, 1972
- Ma Flandre que voici, 1974
- Journal, mon beau souci, Brussel, 1977
- Ma guerre en France, 1980-85
- Vieillesse en Flandre, in: Bulletin Vereniging van de Adel, 1985, blz. 304-314.
- Ces messieurs de la carrière